# Аран
 Тази статия е за библейския персонаж.  За острова в Шотландия вижте Аран (остров).  За унгарския поет вижте Янош Аран.
Аран (на иврит: הָרָן) е легендарен персонаж от Стария завет на Библията.
Според книгата „Битие“ той е син на Тара и брат на Авраам. Роден в Ур Касдим в Месопотамия, той умира, преди семейството му да замине на запад, но потомците му продължават да играят роля в последващите събития в „Битие“. Синът му Лот става родоначалник на народите на моавитите и амонитите.[Битие 19:36 – 37]